# Château de Quevauvillers
Le château de Quevauvillers est situé sur le territoire de la commune de Quevauvillers, dans le département de la Somme, au sud-ouest d'Amiens. Le château fait l’objet d’une inscription au titre des monuments historiques depuis le 13 août 2008.

## Historique
Le château fut construit en plusieurs étapes au cours des XVIe et XVIIIe siècles.
Le parc à l'anglaise date du XIXe siècle.
Le château (Vieux et Grand) est protégé en tant que monument historique : façades et toitures, écuries, orangerie, puits anglo-chinois, bâtiments de la ferme en brique et pierre, habitation moderne, hangar, bâtiment de la ferme à ossature bois et torchis et sa cave, en totalité, inscription par arrêté du 13 avril 2008.

## Caractéristiques
Le château est une construction en brique et pierre typique de la Picardie des XVIIe et XVIIIe siècles avec une entrée en fer à cheval. Le domaine comprend également une écurie, une orangerie, une ferme à ossature bois et torchis et une cave (inscription par arrêté du 13 avril 2008). 
Le colombier du XVIIIe siècle a disparu.

## Le jardin
Le parc paysager à l'anglaise a gardé sa disposition d'origine (XIXe siècle). Il est décoré d'un exceptionnel puits anglo-chinois lui aussi du XIXe siècle et d'une fabrique de jardin. Il est ceint d'une clôture en pierre et silex et d'un saut-de-loup (inscription par arrêté du 13 avril 2008).